# Черенција
Черенција је насеље у Италији у округу Кротоне, региону Калабрија.
Према процени из 2011. у насељу је живело 1188 становника. Насеље се налази на надморској висини од 625 м.

## Становништво
Према резултатима пописа становништва 2011. у општини је живело 1.215 становника.
| 1951. | 1961. | 1971. | 1981. | 1991. | 2001. | 2011. |
| ----- | ----- | ----- | ----- | ----- | ----- | ----- |
| 1.325 | 1.449 | 1.297 | 1.378 | 1.328 | 1.371 | 1.215 |